# Sphaeromorda abessinica
Sphaeromorda abessinica es una especie de coleóptero de la familia Mordellidae.

## Distribución geográfica
Habita en Etiopía.